# Olivier d'Ormesson (diplomate)
Pour les autres membres de la famille, voir Famille Lefèvre d'Ormesson.
Pour les articles homonymes, voir Olivier d'Ormesson et Ormesson.
 (janvier 2012).
Si vous disposez d'ouvrages ou d'articles de référence ou si vous connaissez des sites web de qualité traitant du thème abordé ici, merci de compléter l'article en donnant les références utiles à sa vérifiabilité et en les liant à la section « Notes et références ».
Olivier Gabriel François de Paule Lefèvre, comte puis marquis d'Ormesson, né au château d'Ormesson-sur-Marne le 3 janvier 1849 et mort dans le 8e arrondissement de Paris le 19 mai 1923, est un haut fonctionnaire et diplomate français.

## Biographie
Il est le fils d'Emmanuel Marie Henry François de Paule Le Fèvre, marquis d'Ormesson (1808–1882), haut fonctionnaire, et de Marie Philippine de Namur d'Elzée (1823-1890), et le frère du général Emmanuel Lefèvre d'Ormesson (1844–1922).
Il fait une partie de ses études au collège Stanislas de Paris. Il épouse en juin 1875 à Paris Marguerite du Breuil-Hélion de La Guéronnière (1856-1916). Il est le père du marquis André d'Ormesson, diplomate, et du comte Wladimir d'Ormesson, écrivain, journaliste et diplomate, et le grand-père de l'académicien Jean d'Ormesson, (fils d'André), écrivain, et d'Olivier d'Ormesson (fils de Wladimir), homme politique, ainsi que le beau-père de l'ambassadeur Charles Arsène-Henry. Il devient lui-même marquis d'Ormesson à la mort de son frère aîné le général d'Ormesson en octobre 1922, mais il meurt quelques mois plus tard.
Attaché au ministère des Affaires étrangères en 1867, il est affecté à la légation de France à Bruxelles avant d'entrer dans le corps préfectoral en 1876. Il est successivement sous-préfet de Tonnerre, de Montluçon, puis préfet de l'Allier et des Pyrénées-Atlantiques.
Placé en disponibilité sur sa demande, il est réintégré dans le corps diplomatique en 1886 comme conseiller de l'ambassade de France à Saint-Pétersbourg. En 1888, il est ministre plénipotentiaire, et il est nommé chef du protocole. Ambassadeur extraordinaire et plénipotentiaire à Copenhague à partir de 1893, il est nommé en poste à Lisbonne en 1895, puis à Athènes en 1897, et termine sa carrière à Bruxelles de 1906 à 1908.
Il est membre du conseil d'administration du Crédit mobilier français.
Il est inhumé au cimetière du Père-Lachaise (56e division).

## Distinctions
- Commandeur de la Légion d'honneur (9 avril 1903)[4]
- Officier d'académie